# Токугава Цунаёси
Токугава Цунаёси (яп. 徳川 綱吉; 23 февраля 1646 (Год Собаки) — 19 февраля 1709) — 5-й сёгун из династии Токугава, феодальный правитель Японии, руководивший страной с 1680 по 1709 год. Известен также под прозвищем Собачий сёгун.

## Биография
Будущий сёгун родился 23 февраля 1646 года в замке Эдо.
Токугава Цунаёси — один из самых известных политических деятелей в японской истории. Некоторыми исследователями и историками он расценивается как тиран, его политика отличалась эксцентричностью, экстремизмом и нетрадиционностью.
Токугава Цунаёси был третьим сыном в семье 3-го сёгуна Токугава Иэмицу. С детства он отличался гиперактивностью. Его отец, опасаясь, что сын мог бы узурпировать власть своих братьев, приказал чтобы мальчик не обучался воинским искусствам, а прежде всего изучал науки. Мать Цунаёси была дочерью бакалейщика из семьи Хондзё из Киото; после её смерти он в память о ней построил храм Гококу-дзи.
В 1661—1680 годах Токугава Цунаёси был владетельным даймё княжества Татэбаяси в провинции Кодзукэ. В июне 1680 года после смерти своего старшего брата Токугава Иэцуна, не оставившего после себя прямого наследника, Токугава Цунаёси был избран пятым сёгуном Японии.
Находился под сильным влиянием своего верховного советника и фаворита Ёсиясу Янагисавы (1658—1714), был строгим поборником конфуцианства и одновременно буддистом — противником всяческого кровопролития, защитником бездомных собак и других животных. Правление совпало с периодом Гэнроку, также называемым «Японским ренессансом», характеризовавшимся расцветом городской культуры, литературы, изобразительного и театрального искусства, небывалой роскошью не только при дворе сёгуна, но и в семьях богатых купцов Осаки и других городов.
После смерти власть перешла к его племяннику, Токугава Иэнобу.

## «Собачий сёгун»
За свой указ «О запрете лишения жизни живых существ», изданный в 1687 году, запрещавший под страхом смерти убивать бродячих собак, кошек и загнанных лошадей, он получил прозвище «Собачий сёгун».
Одна из версий этого самого раннего из известных законодательных указов в мире, защищающих права животных: буддийский монах объяснил Цунаёси отсутствие у него наследника и раннюю смерть единственного сына тем, что в одной из прошлых жизней он жестоко обращался с собаками, а также тем, что тот родился в год Собаки. Согласно другой версии, сёгун исходил из буддийских канонов добродетели. Объектом действия последовавших вслед за ним указов стали собаки, лошади, коровы, кошки, курицы, черепахи, змеи и рыба, которой было запрещено торговать на рынках. Суровые наказания, включавшие изгнание, долгое тюремное заключение и смертную казнь, были введены за убийства животных, в первую очередь — собак.
Серией последовавших зоозащитных указов, которые выпускались им ежедневно, Цунаёси наделил собак бо́льшими правами, чем людей, например, со стаей собак, уничтожающей посевы, надлежало обходиться особым образом: прежде всего крестьянам надлежало поклясться, что ни одна собака не пострадает. Затем ласками и уговорами попросить животных уйти. При этом категорически запрещалось кричать, что-либо кидать и высказывать неуважение к зверям. Всё население одной из деревень было казнено, когда закон был нарушен. За грубое слово в адрес уличной собаки, к которой надлежало обращаться лишь как «о-ину сама» («высокоблагородная Собака»), нарушителя ожидало телесное наказание — побивание палками, что было достаточно распространённым явлением.
Для бездомных псов, стаями которых кишела столица государства Эдо, по распоряжению Цунаёси впервые в мировой истории была создана сеть приютов. Один из них — на 50 000 голов, разместился в окрестностях столицы, а затем псарня на площади в 55 гектар была построена в Накано.
По воспоминаниям немецкого путешественника Энгельберта Кемпфера, посетившего Нагасаки в 1692 году, которые приводит Beatrice M. Bodart-Bailey в книге «Собачий сёгун» (2006), улицы города были полны бездомными собаками, в том числе больными. В случае, если они кусали людей или загрызали до смерти, строжайше запрещалось делать с ними что-либо без разрешения властей.
Между тем, в своём дворце в Эдо сёгун не держал ни одной собаки, современники[кто?] не увидели ни одной картины и других предметов искусства, посвящённых этим животным, кроме фарфоровой китайской собачки.
Зоозащитные указы, вкупе с начавшимся одновременно финансовым кризисом, ростом цен и порчей золотой монеты вызывали недовольство населения. Бедствия сопровождали последние годы правления Цунаёси. В 1706 году столицу Эдо накрыл тайфун, в следующем году произошло извержение Фудзиямы.
Перед смертью сёгун завещал, чтобы его распоряжения относительно собак выполнялись вечно, однако преемник-племянник отменил непопулярные указы через десять дней после кончины Цунаёси, к вящей радости населения страны. Сын у Цунаёси так и не родился.
В современной Японии, по состоянию на 2018 год, действует безвозвратный отлов для безнадзорных собак. Любое животное, которое не востребовал хозяин, усыпляется через 14 дней после поимки.

## 47 ронинов
Период правления Цунаёси известен историей 47 ронинов, послужившей сюжетом для популярной в Японии пьесы театра кабуки и отражённой в кинематографе XX века.
В 1701 году князь Асано Наганори, глава самурайского рода Ако, совершил преступление: подкараулил унизившего его престарелого мздоимца и интригана, церемониймейстера двора Цунаёси Кира Ёсинаку и напал на него с коротким мечом. На вопли сбежалась охрана, Ёсинака отделался небольшими ранениями.
Сёгун приговорил князя к принудительному ритуальному самоубийству (сэппуку) за нарушение правил дворцового распорядка, и Асано вспорол себе мечом живот, а его клан расформировали. 47 самураев — ближайших вассалов и сподвижников Асано, ставшие ронинами, решили отомстить за унижение и смерть господина. В течение года они делали вид, что пьянствуют и морально деградируют, но на самом деле следили за особняком Кира Ёсинаки, изучали систему охраны, распорядок жизни. Затем, чтобы не вызвать у стражи подозрений, переоделись в форму пожарных и напали на его дом, перебив растерявшуюся охрану. Ёсинаку ронины нашли в угольном подвале, где он прятался вместе с детьми и женой. После того как Ёсинака отказался от предложенного самоубийства, ему отрубили голову и положили её на могилу Асано. Затем сдались властям и по приговору Цунаёси вспороли себе животы. Кровавое происшествие взбудоражило страну, верность и отвага самураев вызвала общественную поддержку, они были захоронены рядом с могилой своего господина в храме Сэнгакудзи в Эдо (Токио). Это место поныне является предметом культового поклонения.

### В кинематографе
Действие художественного фильма «47 ронинов» («47 самураев»), снятого в 1962 году режиссёром Хироси Инагаки и его одноимённых ремейков — 1994 года режиссёра Кон Итикава и 2013 года Карла Ринша — происходит в японской столице во времена правления Цунаёси.